# Большое Петрово (Торжокский район)
Большое Петрово — деревня в Торжокском районе Тверской области. Центр Большепетровского сельского поселения.
Находится в 12 км к северу от города Торжка.

## Население
| 1859 | 1884 | 1920 | 1997 | 2002 | 2010 |
| ---- | ---- | ---- | ---- | ---- | ---- |
| 215  | ↗263 | ↗300 | ↘146 | ↘124 | ↗128 |

## История
Во второй половине XIX — начале XX века деревня Большое Петрово относилась к Прутненскому приходу Климовской волости Новоторжского уезда. В 1884 году — 39 дворов, 263 жителей.
В 1970-80-е годы Большое Петрово — центральная усадьба колхоза им. XXII съезда КПСС.
В 1997 году — 54 хозяйства, 146 жителей. Администрация Большепетровского сельского округа, неполная средняя школа, библиотека, дом досуга.